# Сотська Галина Іванівна
Гали́на Іва́нівна Со́тська (нар. 11 квітня 1967 року, Житомир) — педагог, доктор педагогічних наук (2015), професор (2019), член-кореспондент НАПНУ (2019). 

## Біографічні дані
Народилася 11 квітня 1967 року в Житомирі.
У 1996 році закінчила Прикарпатський університет. Працювала вчителем. З 2002 по 2004 року викладала у Житомирському університеті. 
З 2005 року працює в Інституті педагогічної освіти і освіти дорослих НАПНУ: завідувач відділу змісту та організації педагогічної освіти, заступник директора з науково-експериментальної роботи.

## Наукова робота
Наукові дослідження: педагогічна та мистецька освіта; неперервний професійний розвиток педагогів-художників в умовах формальної і неформальної освіти; підвищення якості підготовки конкурентоспроможного фахівця художньої галузі. Співавторка «Словника мистецьких термінів» (Херсон, 2016).
Член Національної комісії України у справах ЮНЕСКО. Член редакційних колегій журналів і збірників наукових праць: «Естетика і етика педагогічної дії» та «Імідж сучасного педагога».

### Основні праці
За ЕСУ:
- Формування естетичної культури майбутніх учителів образотворчого мистецтва: теорія і практика. — К., 2018;
- Арт-технології у навчанні людей третього віку в умовах неформальної освіти // Вісн. каф. ЮНЕСКО «Неперервна профес. освіта ХХІ ст.». — 2021. — № 4;
- Формування проєктної культури у процесі бакалаврської підготовки дизайнерів одягу в закладах вищої освіти України і Данії // Естетика і етика пед. дії. — 2023. — Вип. 27;
- Моніторинг цифрових слідів підготовки здобувачів вищої мистецької освіти // Інформ. технології і засоби навч. — 2023. — Вип. 94, № 2 (співавтор)[1].

## Нагороди
- Нагрудний знак НАПН України «К. Д.Ушинський» (2019);
- Медаль «Народна шана українським науковцям 1918-2018» (2019)[2].

## Джерело
- Л. О. Хомич. Сотська Галина Іванівна // Енциклопедія сучасної України / ред. кол.: І. М. Дзюба [та ін.] ; НАН України, НТШ. — К. : Інститут енциклопедичних досліджень НАН України, 2001–2025. — ISBN 966-02-2074-X.